# Kingdom Hearts HD 2.8 Final Chapter Prologue
Kingdom Hearts HD 2.8 Final Chapter Prologue es un videojuego para PlayStation 4, lanzado en Japón, Norteamérica y Europa. Se trata del tercer título recopilatorio de la saga Kingdom Hearts (título 12 de la misma, y el número 17 teniendo en cuenta ediciones ampliadas) que contiene los juegos de Kingdom Hearts 3D y Kingdom Hearts 0.2 Birth by Sleep - A Fragmentary Passage completamente remasterizados en alta definición (eran títulos de Nintendo 3DS y otro totalmente nuevo) jugables, y a modo de precuela de Kingdom Hearts Union χ se han creado y adaptado una serie de cinemáticas en HD.
El videojuego fue lanzado el 24 de enero de 2017 en Europa.

## Juegos incluidos
Kingdom Hearts HD 2.8 ReMIX es el tercer título recopilatorio de esta saga de juegos, con un menú principal que da acceso a tres títulos completos. Han sido completamente adaptados, incluyéndose mejoras nuevas o de juegos posteriores (como puede ser el control de cámara, la adaptación del juego por primera vez de 2 pantallas a 1 pantalla, modelos remasterizados y mejorados de personajes principales...), además de soporte para trofeos, mejor escalado del dibujo de escenarios lejanos, y otra serie de mejoras visuales que conforman la adaptación en alta definición.

### Kingdom Hearts 3D: Dream Drop Distance
Kingdom Hearts 3D: Dream Drop Distance es una versión mejorada y adaptada en contenidos, niveles, elementos, personajes y escenas del juego original para Nintendo 3DS. Es el primer juego de la saga KH de la línea Nintendo DS (entiéndase todos los modelos de la consola de dos pantallas, una de ellas táctil) que es remasterizado, adaptando todo el juego de 2 a una pantalla y eliminando las opciones táctiles, 3D y adaptando el giroscopio al DualShock 4. Gracias a este juego puede jugarse en sobremesa lo que hasta la fecha solo había sido posible en portátil.
Su historia está marcada por ir usando a los personajes ya conocidos Sora y Riku que están sumidos en un sueño. Visitaremos mundos conocidos y mundos nuevos. Los enemigos ahora serán  criaturas nuevas llamadas Atrapasueños (Dream Eaters en inglés). Volviendo una vez más a combatir también contra villanos de Disney y de Final Fantasy. Como curiosidad ha de tenerse en cuenta que este juego incorpora también por primera vez personajes de Square Enix no pertenecientes a Final Fantasy, introduciendo así a Neku Sakuraba y otros del mundo de The World Ends with You.

### Kingdom Hearts 0.2 Birth by Sleep - A Fragmentary Passage
Kingdom Hearts 0.2 Birth by Sleep - A Fragmentary Passage es un juego totalmente nuevo. Este episodio del juego tiene como intención servir a su vez de continuación directa de lo sucedido en Kingdom Hearts BBS y de precuela de Kingdom Hearts III, porque ocurre cuando acaban los hechos de Kingdom Hearts 3D.
El juego trata sobre Aqua, Riku y Kairi se enteran que lleva diez años atrapada en la oscuridad, y el rey Mickey se dispone a buscarla. Mientras, Aqua nos guía a través de distintos sucesos que tendremos que ir investigando de manera habitual visitando mundos disney y mundos propios y derrotando sincorazón.

### Kingdom Hearts χ Back Cover
Kingdom Hearts χ Back Cover está basado en el título original de navegadores web Kingdom Hearts χ, que a su vez fue adaptado a teléfonos móviles como Kingdom Hearts Union χ, y cuyos hechos suceden mucho antes de Kingdom Hearts Birth by Sleep y de la gran guerra de las llave espada.
A través de cinemáticas en HD de más de 2 horas de contenido, se narran la historia de los hechos que se suceden en un tiempo anterior al propio juego y nos habla de los Augures y los maestros de las llave-espada (Invi, Gula, Ira, Aced y Ava). Son los líderes de las diferentes uniones (Anguis, Leopardos, Unicornis, Ursus y Vulpes) que protegen los mundos de la Oscuridad. También es una historia totalmente original y hecha especialmente para este título. Es el único título no jugable de la recopilación, como ya ha sido habitual, ponen 2 títulos jugables y contenido en video.

## Lanzamiento en España
Para KH3D en España se dio el caso que los representantes de Nintendo decidieron no distribuirlo en el país dado a la negativa de la empresa Square Enix de realizar una traducción. Sin embargo, unas cuantas copias fueron distribuidas en lugares seleccionados del país, pero el juego no está traducido en los otros idiomas solamente están el francés, inglés y alemán.
El videojuego fue lanzado el 12 de enero de 2017.
Gracias a esta recopilación el juego cuenta con textos en español y perfectamente localizado. 
Los demás títulos que se incluyen en este juego si cuentan con la traducción completa a través de subtítulos para los audios y todos los menús están en castellano. 

## Secuela y precuela
Este recopilatorio de videojuegos nació inspirado por el éxito del primer recopilatorio del director del juego, Tetsuya Nomura, Kingdom Hearts HD 1.5 ReMIX que incluye los 3 primeros títulos de la saga, Kingdom Hearts, Kingdom Hearts: Chain of Memories y Kingdom Hearts 358/2 Days. Y nuevamente el éxito del segundo Kingdom Hearts HD 2.5 ReMIX con KHII Final Mix, KHBBS Final Mix y KHrC.  
Se lanza este Kingdom Hearts HD 2.8 Final Chapter Prologue para incluir los títulos principales restantes de remasterizar.
Siguiendo con el éxito, más adelante, para PlayStation 4 se relanzan en un solo disco los 2 primeros recopilatorios, en una edición llamada Kingdom Hearts HD 1.5 + 2.5 ReMIX y que incluye Kingdom Hearts HD 1.5 ReMIX y este Kingdom Hearts HD 2.5 ReMIX. Así todos los juegos lanzados están disponibles en una sola consola.
- Datos: Q20973486